# Synapsis horaki
Synapsis horaki là một loài bọ cánh cứng trong họ Bọ hung (Scarabaeidae).